# Monte Torrezzo
Il monte Torrezzo (1378 m) è una montagna a cavallo tra il lago di Endine ed il lago d'Iseo, nelle Prealpi Orobiche.
Si trova in provincia di Bergamo, fra i comuni di Monasterolo del Castello e Fonteno. Sulle sue pendici sorge il fiume Cherio che dà origine al lago di Endine.

## Caratteristiche
La vetta offre ampi panorami su vaste aree prative e sulla valle di Fonteno e del Torrezzo, sul lago di Endine e sul Sebino.
La zona acquista notevoli connotati storici poiché fu teatro di una delle più importanti offensive partigiane: la "battaglia del Torrezzo", oggi detta "battaglia di Fonteno".

## Storia
C'è un piccolo foro in uno dei muri della piazza che ricorda ancora quegli eventi, un forellino provocato da una pallottola che ha cristallizzato nel tempo lo scontro che vide protagonista il paese di Fonteno.
Era il 31 agosto del 1944 quando, nell'ambito del secondo conflitto mondiale, le truppe nazifasciste decisero di attaccare il piccolo paese di Fonteno, posto in cima ai monti che dividono il lago d'Iseo dalla valle Cavallina, prendendo in ostaggio numerosi civili inermi che radunarono nel paese.
Intenzionati ad attaccare i partigiani della 53ª Brigata Garibaldi, asserragliati al Colletto, e liberare due prigionieri tedeschi, le Brigate Nere fasciste e le SS tedesche del maggiore Langer, ormai sicuro del successo, intimò la resa della 53ª Brigata Garibaldi, pena la morte dei civili in ostaggio a Fonteno.
I partigiani, al comando di Giovanni Brasi, detto "Montagna", decisero di compiere un accerchiamento che riuscì in pieno. Con un'abile mossa, infatti, passando su percorsi più impervi, scesero a Fonteno ed immobilizzarono i tedeschi rimasti in paese, liberando tutti gli ostaggi. Risaliti poi alle spalle delle SS, che si stavano dirigendo verso il Colletto, riuscirono a circondarle e a catturare il maggiore Langer, del quale ebbero la promessa di non attaccare più il paese di Fonteno.
Nel frattempo, sul Colletto si scatenò una cruenta battaglia con le truppe fasciste che salivano dal Torrezzo. La squadra partigiana resistette a lungo all'attacco dei 300 uomini della Macerata. L'attacco durò fino al calare della notte quando i partigiani asserragliati al Colletto riuscirono a svincolarsi dalla morsa nazifascista e a vincere la battaglia.
Ancora oggi, il forellino nel muro e il monumento al Colletto, sono lì a ricordare il coraggio di quegli uomini e ragazzi che combatterono sulle loro montagne.